# Tom Thomson
Tom Thomson (Thomas John Thomson) (Claremont, Canadá, 5 de agosto de 1877 - Algonquin, 8 de julio de 1917) fue un pintor canadiense.

## Biografía
Tom Thomson trabajó como dibujante y grabador en Toronto en 1905, después de pasar cinco años en Seattle. En 1906 comenzó a pintar al óleo. Al año siguiente fue contratado por el estudio Grip Limited, Engravers, y en Rous and Mann Press limited en 1912. Allí conoció a los futuros miembros del Grupo de los Siete, así como del Arts & Letters Club de Toronto. Compartió un estudio en el Studio Building con A. Y. Jackson y Franklin Carmichael.
Su obra refleja la influencia de Arts and Crafts Exhibition Society, el trabajo de sus amigos artistas y la pintura contemporánea escandinava, tal como la presentaron en 1913 en la Exposición de Buffalo Lawren Harris y J.E.H. MacDonald, dos miembros del Grupo de los Siete.
Durante los veranos entre 1913 y 1917 trabajó como guardabosques en el Algonquin Park de Ontario, donde realizó numerosos dibujos de los paisajes del parque, usados como modelos para los cuadros realizados durante el invierno. En 1917, Thomson murió en un accidente de navegación. Su carrera artística solo duró cinco años, pero su arte fue clave en la evolución de la pintura canadiense, con visiones deslumbrantes de la naturaleza e iconos del paisaje canadiense.

## Obra
- Flores salvajes, 1915
- Forest Undergrowth I, 1916

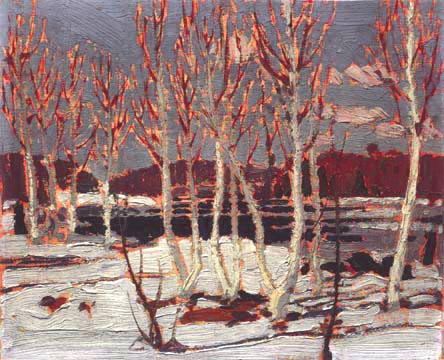
Abril en Algonquin Park, 1917.

- The Jack Pine, 1917, Galería Nacional, Ottawa
- Le pin, 1917, Galería de Arte de Ontario
- Abril en Algonquin Park, 1917
- Algonquin Park

## Fuente
- Esta obra contiene una traducción  derivada de «Tom Thomson» de Wikipedia en francés, publicada por sus editores bajo la Licencia de documentación libre de GNU y la Licencia Creative Commons Atribución-CompartirIgual 4.0 Internacional.

- Datos: Q2035136
- Multimedia: Tom Thomson / Q2035136